# Filmjahr 1944
Liste der Filmjahre

◄◄ | ◄ | 1940 | 1941 | 1942 | 1943 | Filmjahr 1944 | 1945 | 1946 | 1947 | 1948 | ► | ►►

Weitere Ereignisse

## Ereignisse
- 28. Januar: Der eng an den gleichnamigen Roman von Heinrich Spoerl und Hans Reimann angelehnte Spielfilm Die Feuerzangenbowle von Helmut Weiss mit Heinz Rühmann wird mit Erfolg in Berlin uraufgeführt
- Ende Januar: Zum ersten Mal werden von der Vereinigung der ausländischen Journalisten in den Vereinigten Staaten die Gewinner des Golden Globe Award verkündet. Die ersten Gewinner sind Das Lied von Bernadette von Henry King und Wem die Stunde schlägt von Sam Wood.
- Am 24. April findet die Uraufführung von Frau ohne Gewissen statt. Diese unter der Regie von Billy Wilder und nach einem Drehbuch von Billy Wilder und Raymond Chandler entstandene Produktion gilt als herausragendes Exemplar des Film noir. Das Rollenschema der Femme fatale wurde durch diesen Film von Barbara Stanwyck entscheidend geprägt.
- Am 24. Mai verordnete die Reichsfilmkammer, dass die in Wien hergestellten Filme keine mundartliche Sprechweise mehr aufweisen dürften. Man reagierte hiermit spät auf die deutschen Kritiker, die insbesondere Hans Mosers Verständlichkeit stark bemängelten. Die Anweisung, die die Wien-Film an ihre Regisseure weiterleitete, lautete im Wortlaut: „Von unserer vorgesetzten Behörde werde ich darauf hingewiesen, mit besonderer Sorgfalt darauf zu achten, daß in unseren Filmen der Wiener Dialekt oder der Dialekt der Donau- und Alpenreichsgaue so abgestimmt wird, damit unsere Filme dem deutschen Publikum aller Stämme verständlich bleiben.“
- 3. Juli: In Baltimore wird das Film-noir-Meisterwerk Frau ohne Gewissen von Regisseur Billy Wilder uraufgeführt.
- Am 1. September erließen die Nationalsozialisten ein Spielverbot für sämtliche Theater. Kinos durften jedoch weiterbetrieben werden.
- Aufgrund des Erlasses vom 1. September, und weil viele Kinos bereits durch Bombenangriffe zerstört waren, wurde die Wiener Volksoper ab 6. Oktober für mehrere Monate das zweitgrößte Kino der Stadt mit 1550 Plätzen.
- 15. Dezember: In Prag wird der Film Große Freiheit Nr. 7 von Helmut Käutner mit Hans Albers, Ilse Werner und Hans Söhnker uraufgeführt. Eine Aufführung für Deutschland ist 3 Tage zuvor von der nationalsozialistischen Prüfstelle verboten worden.

## Erfolgreichste Filme

### Top 10 in den USA
Die zehn erfolgreichsten Filme an den US-amerikanischen Kinokassen nach Einspielergebnis.
| Platz | Filmtitel                 | Einspielergebnis in US-Dollar |       |
| ----- | ------------------------- | ----------------------------- | ----- |
| 1.    | Going My Way              | 6.500.000                     | [ 1 ] |
| 2.    | Meet Me in St. Louis      | 5.016.000                     | [ 2 ] |
| 3.    | Since You Went Away       | 4.900.000                     | [ 1 ] |
| 4.    | Thirty Seconds Over Tokyo | 4.297.000                     | [ 2 ] |
| 5.    | The White Cliffs of Dover | 4.045.000                     | [ 2 ] |
| 6.    | A Guy Named Joe           | 3.970.000                     | [ 2 ] |
| 7.    | Hollywood Canteen         | 3.831.000                     | [ 3 ] |
| 8.    | To Have and Have Not      | 3.652.000                     | [ 3 ] |
| 9.    | Frenchman’s Creek         | 3.500.000                     | [ 4 ] |
| 10.   | Bathing Beauty            | 3.284.000                     | [ 2 ] |

## Academy Awards
Die diesjährige Oscarverleihung findet am 2. März in Grauman’s Chinese Theatre statt. Moderator ist Jack Benny.
- Bester Film: Casablanca von Michael Curtiz
- Bester Hauptdarsteller: Paul Lukas in Die Wacht am Rhein
- Beste Hauptdarstellerin: Jennifer Jones in Das Lied von Bernadette
- Bester Regisseur: Michael Curtiz für Casablanca
- Bester Nebendarsteller: Charles Coburn in Immer mehr, immer fröhlicher
- Beste Nebendarstellerin: Katina Paxinou in Wem die Stunde schlägt
- Beste Musik: Alfred Newman für Das Lied von Bernadette
- Bestes Drehbuch. Casablanca von Julius J. und Philip G. Epstein

Vollständige Liste der Preisträger

## New York Film Critics Circle Award
- Bester Film: Der Weg zum Glück von Leo McCarey
- Beste Regie: Leo McCarey für Der Weg zum Glück
- Bester Hauptdarsteller: Barry Fitzgerald in Der Weg zum Glück
- Beste Hauptdarstellerin: Tallulah Bankhead in Das Rettungsboot

### Weitere Filmpreise und Auszeichnungen
- National Board of Review: None But the Lonely Heart von Clifford Odets
- Photoplay Award: Der Weg zum Glück von Leo McCarey (Bester Film), Bing Crosby (Populärster männlicher Star), Greer Garson (Populärster weiblicher Star)

## Geburtstage

### Januar bis März
Januar

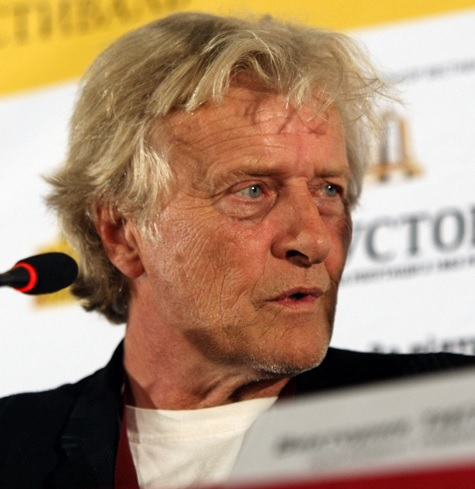
Rutger Hauer (* 23. Januar)

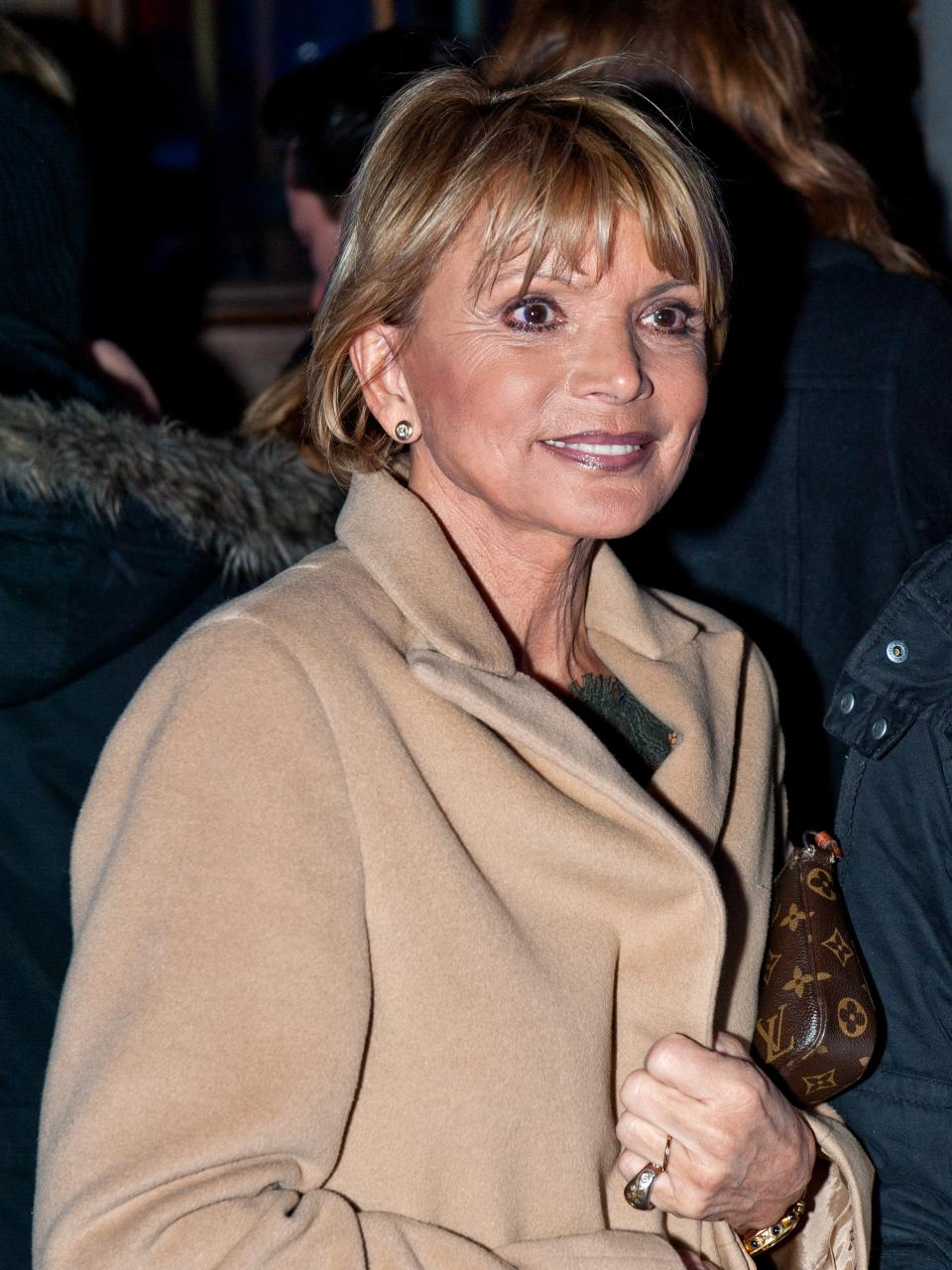
Uschi Glas (* 2. März)

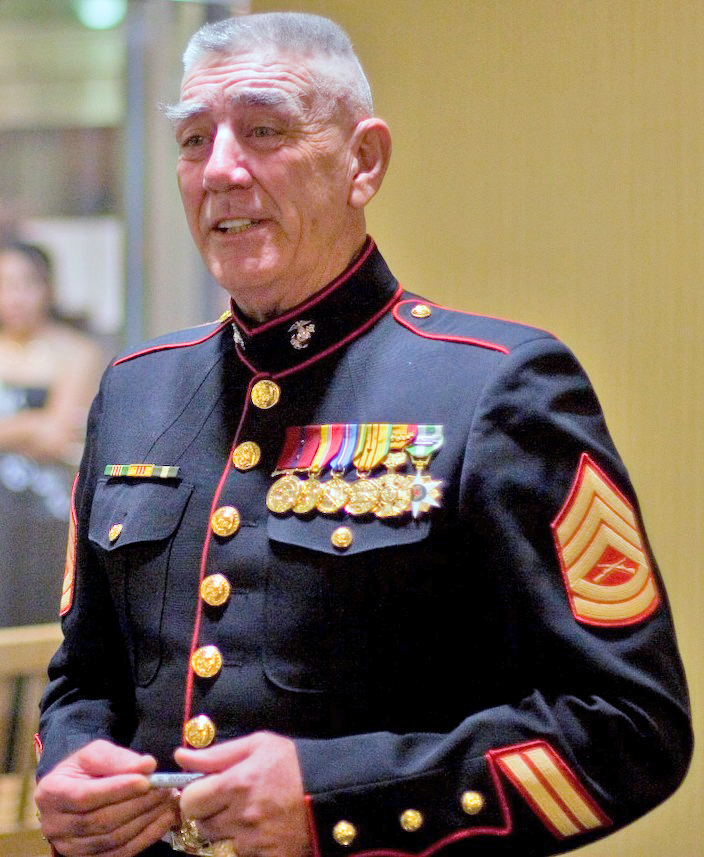
R. Lee Ermey (* 24. März)

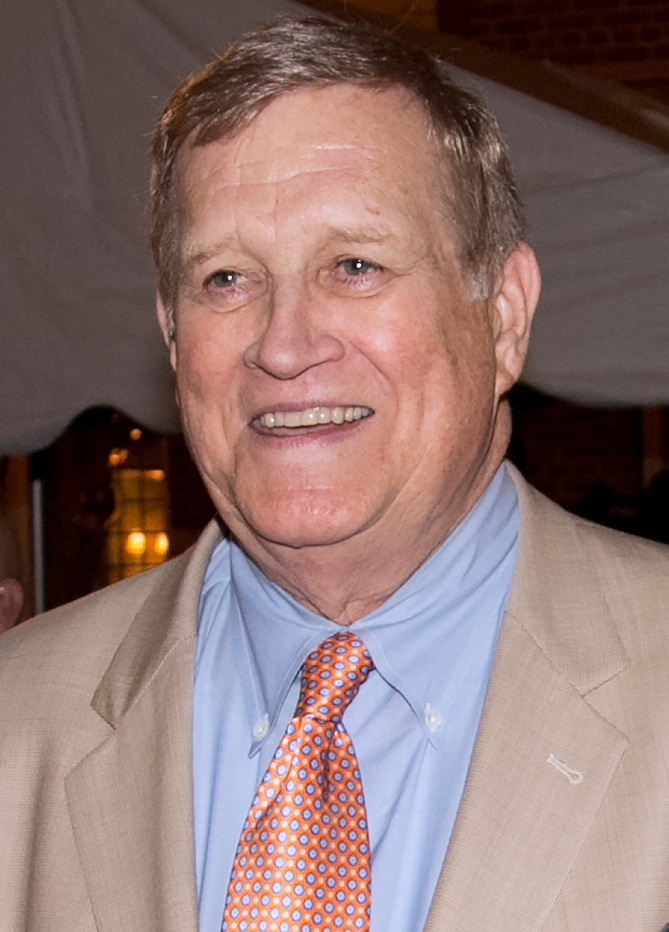
Ken Howard (* 28. März)

- 04. Januar: Judy Winter, deutsche Schauspielerin
- 05. Januar: Peter Zingler, deutscher Schriftsteller und Drehbuchautor († 2022)
- 10. Januar: William Sanderson, US-amerikanischer Schauspieler
- 10. Januar: Frank Sinatra junior, US-amerikanischer Schauspieler und Komponist († 2016)
- 12. Januar: Jay Cocks, US-amerikanischer Drehbuchautor
- 12. Januar: Brigitte Neumeister, österreichische Schauspielerin († 2013)
- 16. Januar: Thomas Fritsch, deutscher Schauspieler und Synchronsprecher († 2021)
- 16. Januar: Dieter Moebius, schweizerischer Musiker und Komponist († 2015)
- 22. Januar: Pamela Salem, britische Schauspielerin († 2024)
- 22. Januar: Angela Winkler, deutsche Schauspielerin
- 23. Januar: Rutger Hauer, niederländischer Schauspieler († 2019)
- 28. Januar: Susan Howard, US-amerikanische Schauspielerin
- 31. Januar: Heidi Mahler, deutsche Volksschauspielerin

Februar
- 01. Februar: Christine Schorn, deutsche Schauspielerin
- 02. Februar: Claudia Mori, italienische Schauspielerin
- 04. Februar: Trudy Ship, US-amerikanische Filmeditorin
- 05. Februar: Thekla Carola Wied, deutsche Schauspielerin
- 07. Februar: Barrie M. Osborne, US-amerikanischer Produzent und Regisseur
- 11. Februar: Christine Schuberth, österreichische Schauspielerin
- 13. Februar: Stockard Channing, US-amerikanische Schauspielerin
- 13. Februar: Michael Ensign, US-amerikanischer Schauspieler
- 14. Februar: Ros Drinkwater, britische Schauspielerin, Tänzerin und Fotojournalistin
- 14. Februar: Alan Parker, britischer Drehbuchautor und Filmregisseur († 2020)
- 21. Februar: Kitty Winn, US-amerikanische Schauspielerin
- 22. Februar: Jonathan Demme, US-amerikanischer Regisseur († 2017)
- 23. Februar: Oleg Jankowski, russischer Schauspieler († 2009)
- 25. Februar: Campbell Armstrong, britischer Schriftsteller und Drehbuchautor († 2013)
- 25. Februar: Art Rochester, US-amerikanischer Tontechniker
- 27. Februar: Alan Fudge, US-amerikanischer Schauspieler († 2011)
- 28. Februar: Kelly Bishop, US-amerikanische Schauspielerin
- 28. Februar: Wojciech Marczewski, polnischer Regisseur
- 28. Februar: Colin Nutley, britischer Regisseur
- 29. Februar: Dennis Farina, US-amerikanischer Schauspieler († 2013)

März
- 01. März: Steven B. Poster, US-amerikanischer Kameramann
- 02. März: Uschi Glas, deutsche Schauspielerin
- 03. März: Lee Holdridge, US-amerikanischer Komponist
- 03. März: Tatja Seibt, deutsche Schauspielerin
- 08. März: Regina Ziegler, deutsche Produzentin
- 11. März: Lutz Mackensy, deutscher Schauspieler und Synchronsprecher
- 14. März: Sigi Rothemund, Pseudonym Siggi Götz, deutscher Filmregisseur und Drehbuchautor († 2024)
- 15. März: Jacques Doillon, französischer Regisseur und Drehbuchautor
- 20. März: John Cameron, britischer Komponist und Dirigent
- 21. März: Marie-Christine Barrault, französische Schauspielerin
- 21. März: Gila von Weitershausen, deutsche Schauspielerin
- 23. März: Otto Junggeburth, deutscher Schauspieler und Regisseur († 2011)
- 24. März: R. Lee Ermey, US-amerikanischer Schauspieler († 2018)
- 28. März: Ken Howard, US-amerikanischer Schauspieler († 2016)

### April bis Juni
April

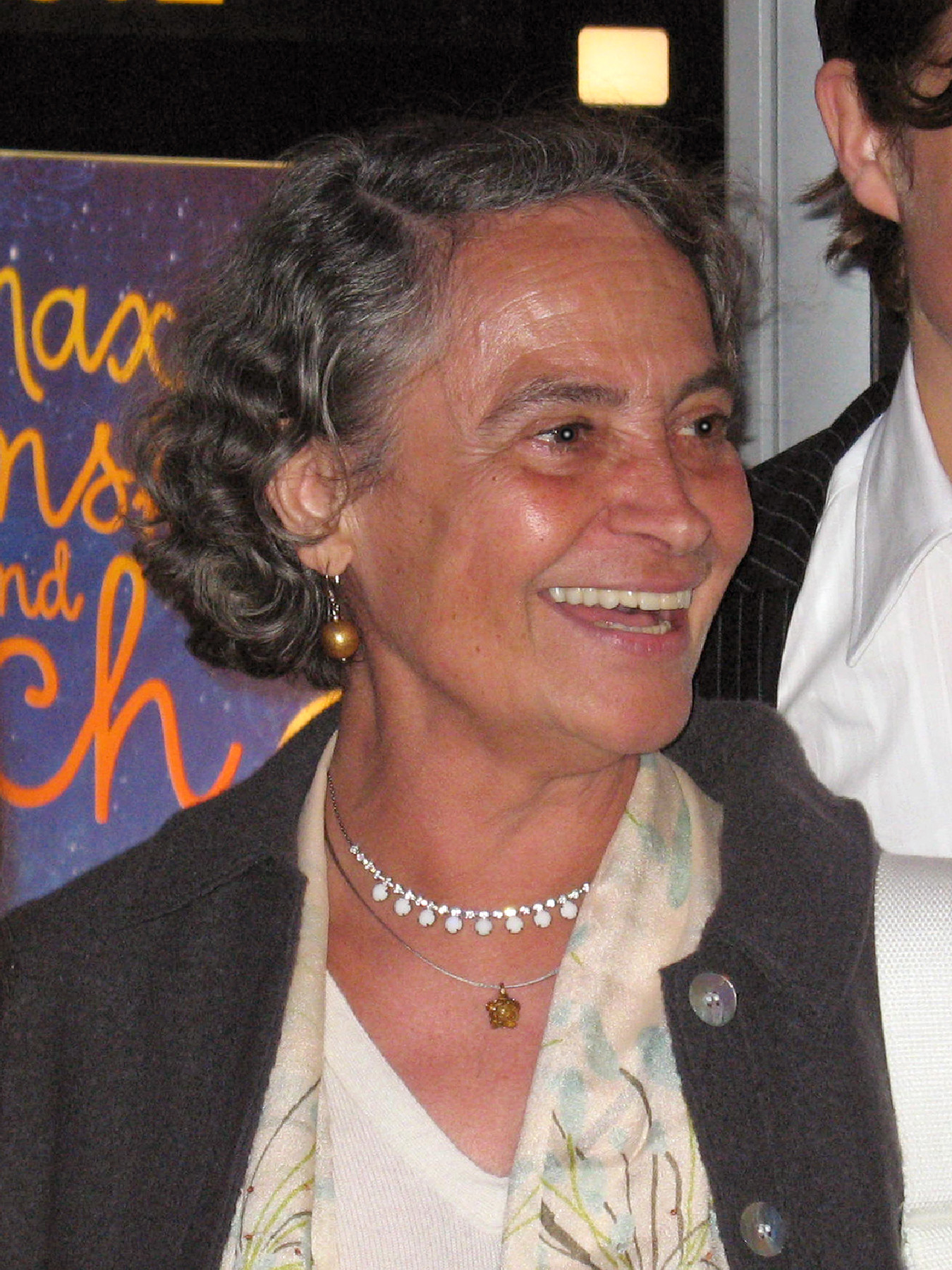
Monica Bleibtreu (* 4. Mai)

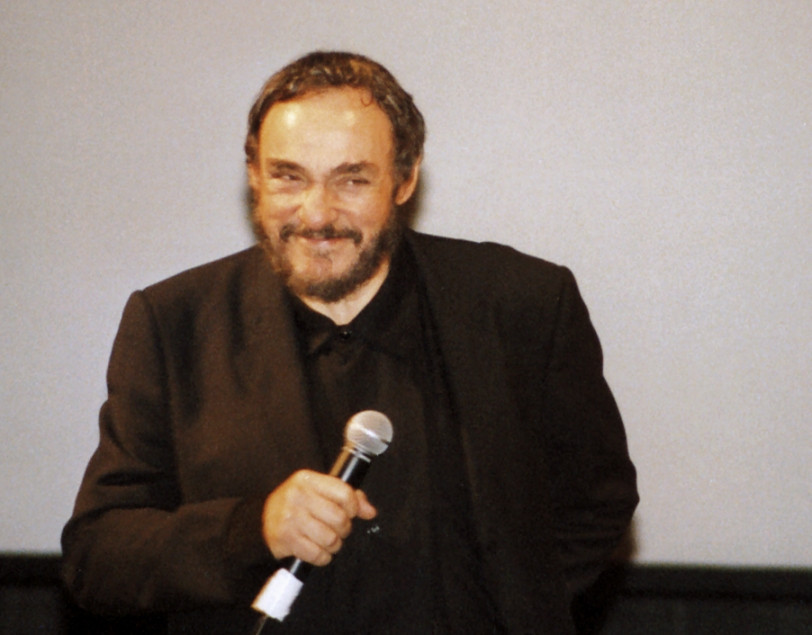
John Rhys-Davies (* 5. Mai)

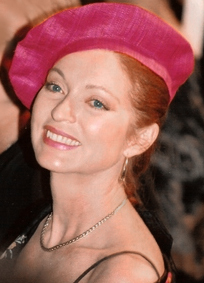
Marie-France Pisier (* 10. Mai)

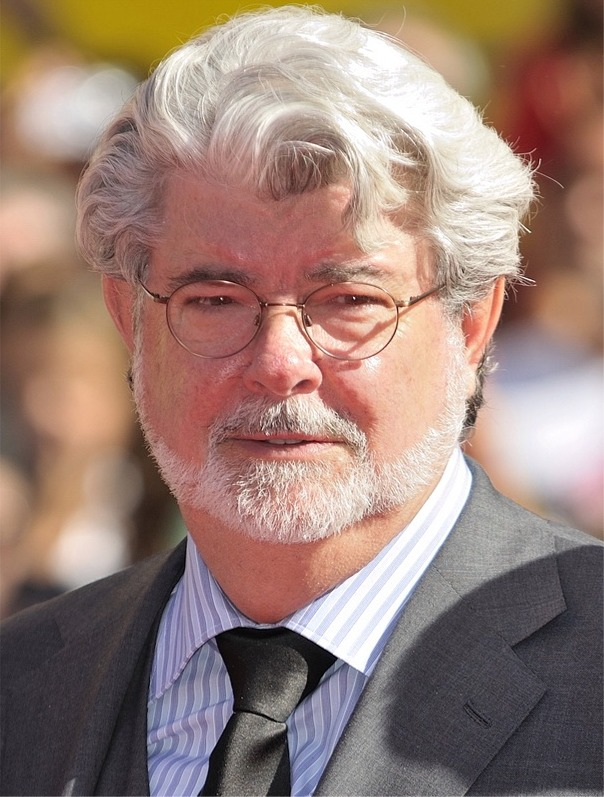
George Lucas (* 14. Mai)

- 04. April: Craig T. Nelson, US-amerikanischer Schauspieler
- 05. April: Willeke van Ammelrooy, niederländische Schauspielerin
- 11. April: John Milius, US-amerikanischer Regisseur und Drehbuchautor
- 13. April: Elisabeth Trissenaar, österreichische Schauspielerin († 2024)
- 16. April: Elmar Wepper, deutscher Schauspieler und Synchronsprecher († 2023)
- 18. April: Jana Synková, tschechische Schauspielerin († 2024)
- 20. April: Michael Mendl, deutscher Schauspieler
- 21. April: Russell Boyd, australischer Kameramann
- 23. April: Niklaus Schilling, deutscher Regisseur († 2016)
- 27. April: Cuba Gooding senior, US-amerikanischer Sänger und Schauspieler († 2017)
- 28. April: Neil Summers, US-amerikanischer Schauspieler und Stuntman
- 29. April: Richard Kline, US-amerikanischer Schauspieler
- 29. April: Werner Nekes, deutscher Regisseur († 2017)
- 30. April: Jill Clayburgh, US-amerikanische Schauspielerin († 2010)

Mai
- 04. Mai: Monica Bleibtreu, österreichische Schauspielerin († 2009)
- 04. Mai: Roger Rees, britisch-US-amerikanischer Schauspieler († 2015)
- 04. Mai: Russi Taylor, US-amerikanische Synchronsprecherin († 2019)
- 05. Mai: Jean-Pierre Léaud, französischer Schauspieler
- 05. Mai: John Rhys-Davies, britischer Schauspieler
- 07. Mai: Barbara Baum, deutsche Kostümbildnerin († 2023)
- 10. Mai: Jim Abrahams, US-amerikanischer Regisseur und Drehbuchautor († 2024)
- 10. Mai: Marie-France Pisier, französische Schauspielerin († 2011)
- 14. Mai: Francesca Annis, britische Schauspielerin
- 14. Mai: George Lucas, US-amerikanischer Regisseur und Produzent
- 16. Mai: Danny Trejo, US-amerikanischer Schauspieler
- 19. Mai: Peter Mayhew, britisch-amerikanischer Schauspieler († 2019)
- 19. Mai: Frank Pellegrino, US-amerikanischer Schauspieler († 2017)
- 25. Mai: Frank Oz, britischer Regisseur
- 28. Mai: Sondra Locke, US-amerikanische Schauspielerin († 2018)
- 29. Mai: Helmut Berger, österreichischer Schauspieler († 2023)

Juni
- 01. Juni: Robert Powell, britischer Schauspieler
- 02. Juni: Marvin Hamlisch, US-amerikanischer Komponist († 2012)
- 04. Juni: Astrid Bless, deutsche Synchronsprecherin und Schauspielerin († 2009)
- 04. Juni: Patrick Préjean, französischer Schauspieler
- 05. Juni: Richard Dindo, Schweizer Dokumentarfilmer († 2025)
- 09. Juni: Brigid Bazlen, US-amerikanische Schauspielerin († 1989)
- 11. Juni: Roscoe Orman, US-amerikanischer Schauspieler
- 14. Juni: Joe Grifasi, US-amerikanischer Schauspieler
- 22. Juni: Helmut Dietl, deutscher Regisseur und Drehbuchautor († 2015)
- 22. Juni: Volker Koepp, deutscher Dokumentarfilmer
- 24. Juni: Ticky Holgado, französischer Schauspieler († 2004)
- 25. Juni: Gary David Goldberg, US-amerikanischer Drehbuchautor und Regisseur († 2013)
- 29. Juni: Gary Busey, US-amerikanischer Schauspieler
- 29. Juni: Rudolf Knor, österreichischer Schauspieler

### Juli bis September
Juli

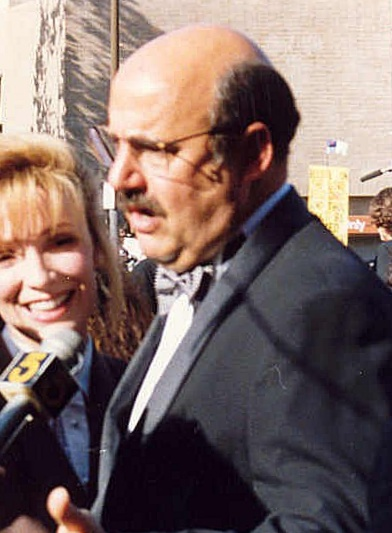
Jeffrey Tambor (* 8. Juli)

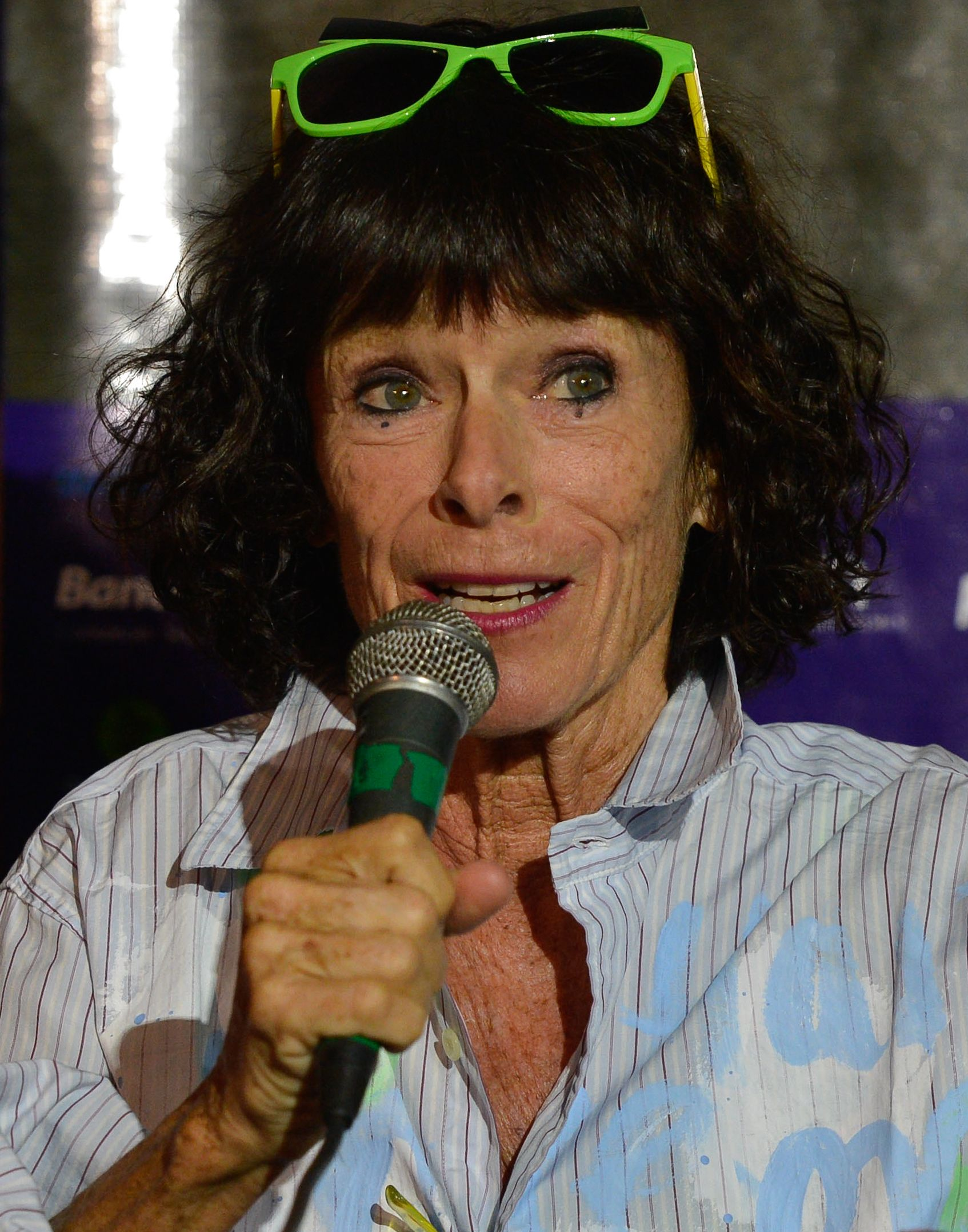
Geraldine Chaplin (* 31. Juli)

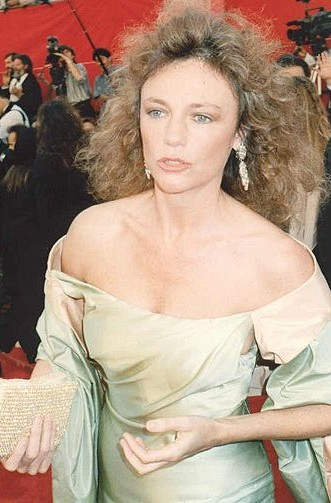
Jacqueline Bisset (* 13. September)

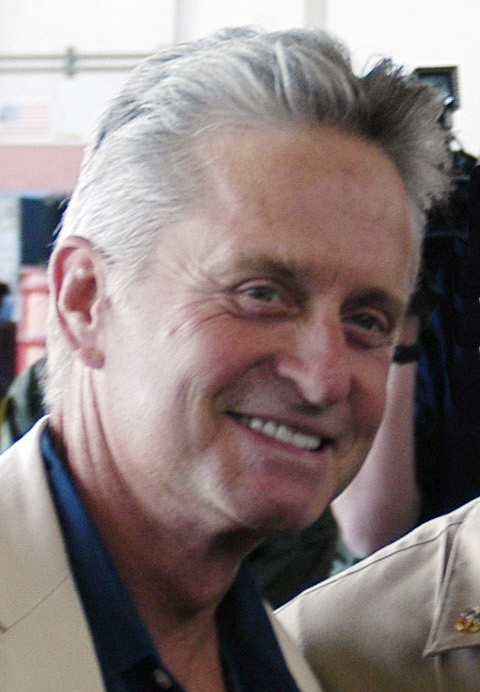
Michael Douglas (* 25. September)

- 05. Juli: Geneviève Grad, französische Schauspielerin († 2024)
- 08. Juli: Jeffrey Tambor, US-amerikanischer Schauspieler
- 12. Juli: Ulf Stark, schwedischer Schriftsteller und Drehbuchautor († 2017)
- 15. Juli: Jan-Michael Vincent, US-amerikanischer Schauspieler († 2019)
- 17. Juli: Jean-Claude Brisseau, französischer Regisseur, Drehbuchautor und Schauspieler († 2019)
- 17. Juli: Catherine Schell, britische Schauspielerin
- 21. Juli: Tony Scott, britischer Regisseur († 2012)
- 22. Juli: Peter Jason, US-amerikanischer Schauspieler
- 24. Juli: Lothar Lambert, deutscher Regisseur
- 31. Juli: Geraldine Chaplin, US-amerikanisch-britische Schauspielerin
- 31. Juli: Sherry Lansing, US-amerikanische Schauspielerin und Produzentin

August
- 01. August: Nicoletta Machiavelli, italienische Schauspielerin († 2015)
- 01. August: Andrew G. Vajna, ungarisch-US-amerikanischer Produzent († 2019)
- 04. August: Richard Belzer, US-amerikanischer Komiker und Schauspieler († 2023)
- 07. August: John Glover, US-amerikanischer Schauspieler
- 07. August: David Rasche, US-amerikanischer Schauspieler
- 08. August: Peter Biziou, britischer Kameramann
- 09. August: Sam Elliott, US-amerikanischer Schauspieler
- 09. August: Astrid Frank, deutsche Schauspielerin
- 13. August: Kevin Tighe, US-amerikanischer Schauspieler
- 14. August: Arne Elsholtz, deutscher Synchronsprecher und -regisseur, Dialogbuch- und Drehbuchautor († 2016)
- 18. August: Helena Rojo, mexikanische Schauspielerin († 2024)
- 18. August: Bodo Wolf, deutscher Schauspieler und Synchronsprecher († 2023)
- 19. August: Bodil Malmsten, schwedische Drehbuchautorin und Regisseurin († 2016)
- 21. August: Peter Weir, australischer Regisseur
- 23. August: Thomas Frey, österreichischer Schauspieler
- 25. August: Anthony Heald, US-amerikanischer Schauspieler
- 25. August: Sergei Solowjow, sowjetisch-russischer Regisseur, Filmproduzent und Drehbuchautor († 2021)
- 27. August: G. W. Bailey, US-amerikanischer Schauspieler
- 27. August: Barbara Trentham, US-amerikanische Schauspielerin († 2013)
- 30. August: Wolf Roth, deutscher Schauspieler
- 31. August: Anna Lizaran, spanische Schauspielerin († 2013)

September
- 04. September: Esmeralda Barros, brasilianische Schauspielerin († 2019)
- 06. September: Swoosie Kurtz, US-amerikanische Schauspielerin
- 13. September: Jacqueline Bisset, britische Schauspielerin
- 14. September: Joey Heatherton, US-amerikanische Schauspielerin
- 15. September: Dick Lowry, US-amerikanischer Regisseur
- 16. September: Michael Edwards, US-amerikanischer Schauspieler
- 16. September: Herma Koehn, deutsche Schauspielerin und Hörspielsprecherin
- 18. September: Veronica Carlson, britische Schauspielerin († 2022)
- 21. September: Caleb Deschanel, US-amerikanischer Kameramann
- 23. September: John Frazier, US-amerikanischer Spezialeffektkünstler
- 24. September: Diana Körner, deutsche Schauspielerin
- 25. September: Michael Douglas, US-amerikanischer Schauspieler
- 26. September: Victoria Vetri, US-amerikanische Schauspielerin

### Oktober bis Dezember
Oktober

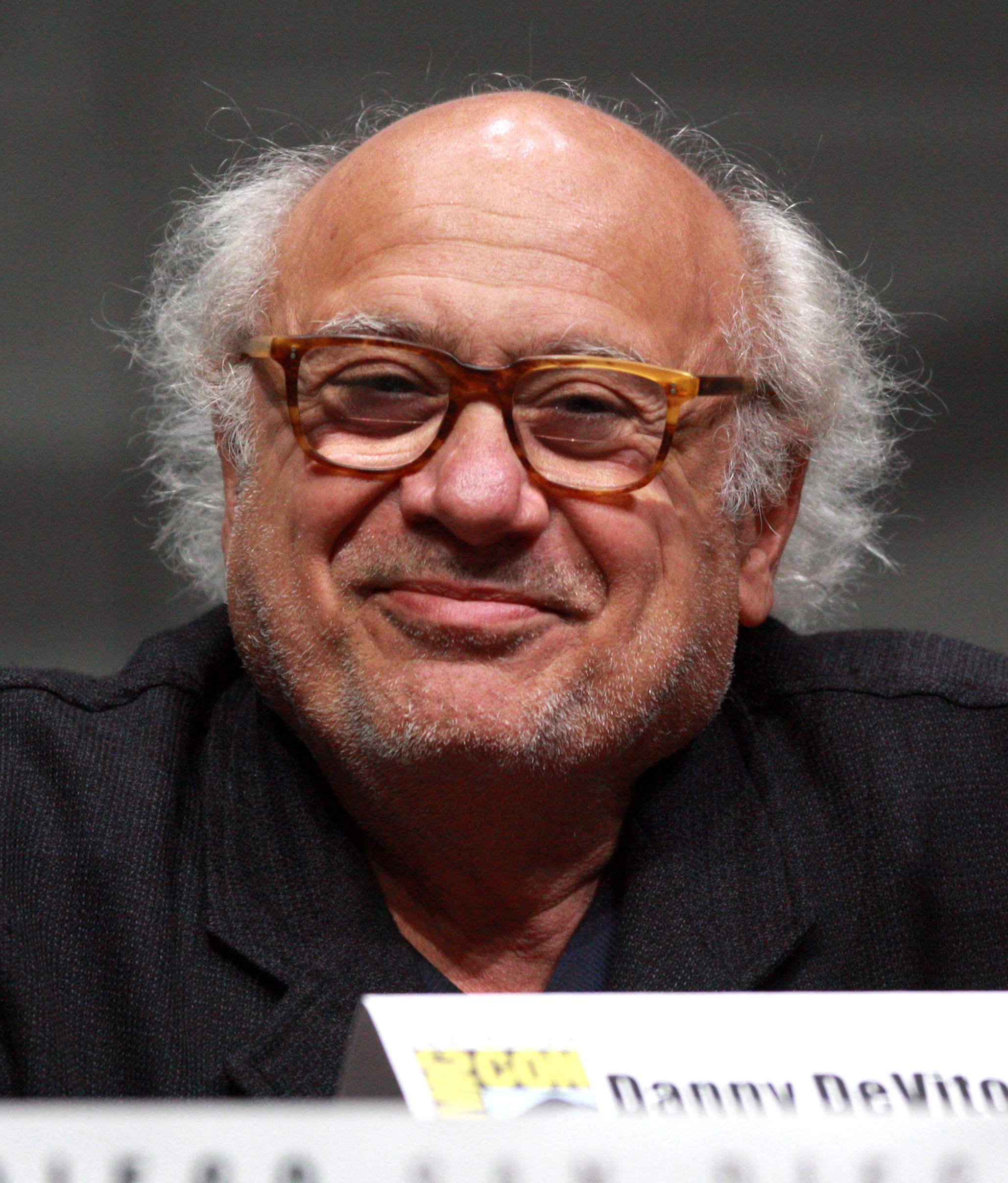
Danny DeVito (* 17. November)

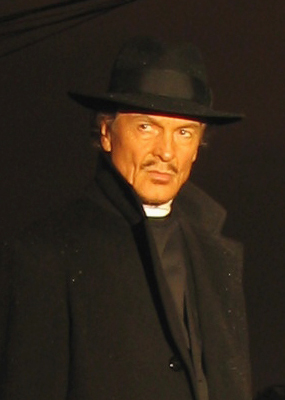
Ulli Lommel (* 21. Dezember)

- 01. Oktober: Dani, französische Schauspielerin und Sängerin († 2022)
- 02. Oktober: Inge Maux, österreichische Schauspielerin
- 04. Oktober: Sophie Hardy, französische Schauspielerin
- 04. Oktober: Alexander Michailow, russischer Schauspieler
- 04. Oktober: Martin Potter, britischer Schauspieler
- 08. Oktober: Dale Dye, US-amerikanischer Schauspieler
- 12. Oktober: Alex Funke, US-amerikanischer Spezialeffektkünstler
- 14. Oktober: Udo Kier, deutscher Schauspieler
- 14. Oktober: Wadim Spiridonow, sowjetisch-russischer Schauspieler und Synchronsprecher († 1989)
- 22. Oktober: Doris Kunstmann, deutsche Schauspielerin
- 28. Oktober: Dennis Franz, US-amerikanischer Schauspieler
- 28. Oktober: Marián Labuda, slowakischer Schauspieler († 2018)
- 31. Oktober: Sally Kirkland, US-amerikanische Schauspielerin

November
- 02. November: Patrice Chéreau, französischer Regisseur, Drehbuchautor und Schauspieler († 2013)
- 12. November: Christian Görlitz, deutscher Filmregisseur und Drehbuchautor († 2022)
- 13. November: Mario Garriba, italienischer Schauspieler, Regisseur und Drehbuchautor († 2013)
- 13. November: Jesper Klein, dänischer Schauspieler († 2011)
- 17. November: Danny DeVito, US-amerikanischer Schauspieler
- 18. November: Suzanne Brøgger, dänische Schauspielerin und Drehbuchautorin
- 21. November: Harold Ramis, US-amerikanischer Schauspieler, Regisseur und Drehbuchautor († 2014)
- 23. November: Joe Eszterhas, ungarisch-amerikanischer Drehbuchautor
- 23. November: James Toback, US-amerikanischer Drehbuchautor und Regisseur
- 25. November: Ben Stein, US-amerikanischer Schauspieler
- 27. November: Gregory Hoblit, US-amerikanischer Produzent und Regisseur
- 28. November: Daniel Duval, französischer Schauspieler und Regisseur († 2013)
- 28. November: Terry Plumeri, US-amerikanischer Musiker und Komponist († 2016)

Dezember
- 01. Dezember: Pierre Arditi, französischer Schauspieler
- 05. Dezember: Jeroen Krabbé, niederländischer Schauspieler
- 11. Dezember: Teri Garr, US-amerikanische Schauspielerin († 2024)
- 11. Dezember: Lynda Day George, US-amerikanische Schauspielerin
- 12. Dezember: Kenneth Cranham, britischer Schauspieler
- 13. Dezember: Mikki Jamison, US-amerikanische Schauspielerin († 2013)
- 16. Dezember: Jeff Kanew, US-amerikanischer Regisseur und Drehbuchautor
- 17. Dezember: Bernard Hill, britischer Schauspieler († 2024)
- 21. Dezember: Ulli Lommel, deutscher Schauspieler und Regisseur († 2017)
- 24. Dezember: Tony Pierce-Roberts, britischer Kameramann
- 25. Dezember: Mani Kaul, indischer Regisseur und Drehbuchautor († 2011)
- 29. Dezember: Wolf Goldan, deutscher Schauspieler und Synchronsprecher († 1986)
- 31. Dezember: Taylor Hackford, US-amerikanischer Regisseur

### Tag unbekannt
- Roger Christian, britischer Regisseur
- Achim Schülke, deutscher Schauspieler und Synchronsprecher

## Verstorbene

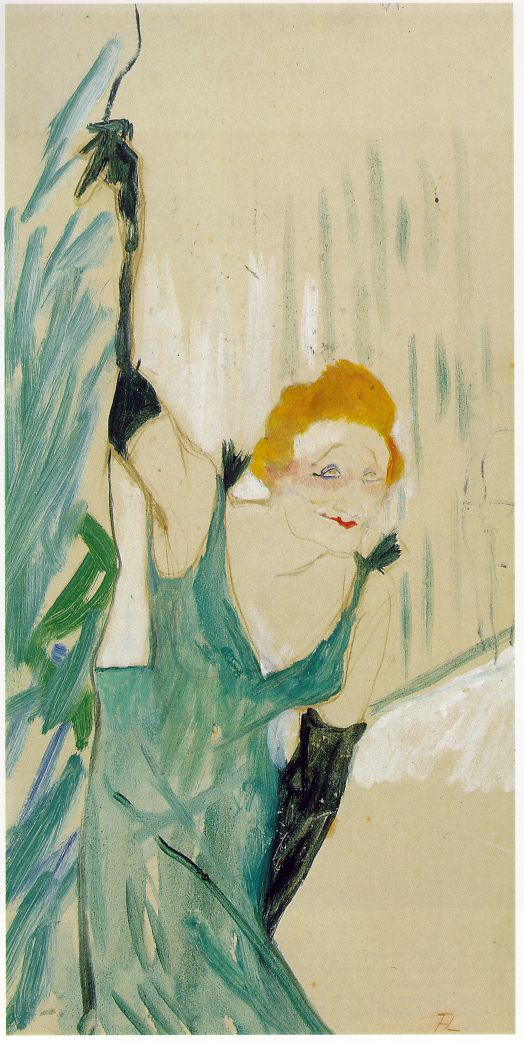
Yvette Guilbert († 2. Februar)

### Januar bis Juni
- 06. Januar: Leo Peukert, deutscher Schauspieler (* 1885)
- 02. Februar: Yvette Guilbert, französische Chansonsängerin und Schauspielerin (* 1865)
- 16. Februar: Dhundiraj Govind Phalke, indischer Regisseur (* 1870)

- 05. April: Maria Bard, deutsche Schauspielerin (* 1900)
- 20. April: Betty Morrissey, US-amerikanische Schauspielerin (* 1907)
- 29. April: Billy Bitzer, US-amerikanischer Kameramann (* 1872)

- 17. Mai: Felix Basch, österreichischer Schauspieler und Regisseur (* 1885)
- 28. Mai: Josefine Dora, österreichische Schauspielerin (* 1867)
- 31. Mai: Alberto Doria, italienischer Drehbuchautor und Regisseur (* 1901)

- 02. Juni: Arnold Korff, österreichischer Schauspieler (* 1870)
- 06. Juni: Geza L. Weisz, deutscher Schauspieler (* 1904)
- 10. Juni: Christa Winsloe, deutsch-ungarische Schriftstellerin und Drehbuchautorin (* 1888)

### Juli bis Dezember
- 01. Juli: Carl Mayer, österreichischer Drehbuchautor (* 1894)
- 08. Juli: George B. Seitz, US-amerikanischer Regisseur (* 1888)
- 20. Juli: Mildred Harris, US-amerikanische Schauspielerin (* 1901)
- 26. Juli: Jacques Rotmil, russischer Filmarchitekt (* 1888)

- 17. August: Robert Frazer, US-amerikanischer Schauspieler (* 1891)

- 03. Oktober: Hermann Feiner, österreichisch-deutscher Schauspieler und Regisseur (* 1888)
- 30. Oktober: Max Ehrlich, deutscher Schauspieler (* 1892)
- 30. Oktober: Otto Wallburg, deutscher Schauspieler (* 1889)

- 15. November: Eugen Burg, deutscher Schauspieler (* 1871)
- 15. November: Kurt Gerron, deutscher Schauspieler und Regisseur (* 1897)
- 20. November: Maria Jacobini, italienische Schauspielerin (* 1890)

- 13. Dezember: Lupe Vélez, mexikanische Schauspielerin (* 1908)
- 20. Dezember: Merna Kennedy, US-amerikanische Schauspielerin (* 1908)
- 22. Dezember: Harry Langdon, US-amerikanischer Schauspieler (* 1884)